# Uglove
Uglove (en (ucraïnès): Углове) és un poble de la República Autònoma de Crimea a Ucraïna, que el 2019 tenia 3.241 habitants. Pertany al districte de Bakhtxissarai. Fins al 1948 la vila es deia Adjí-Bulat.